# Freifallturm

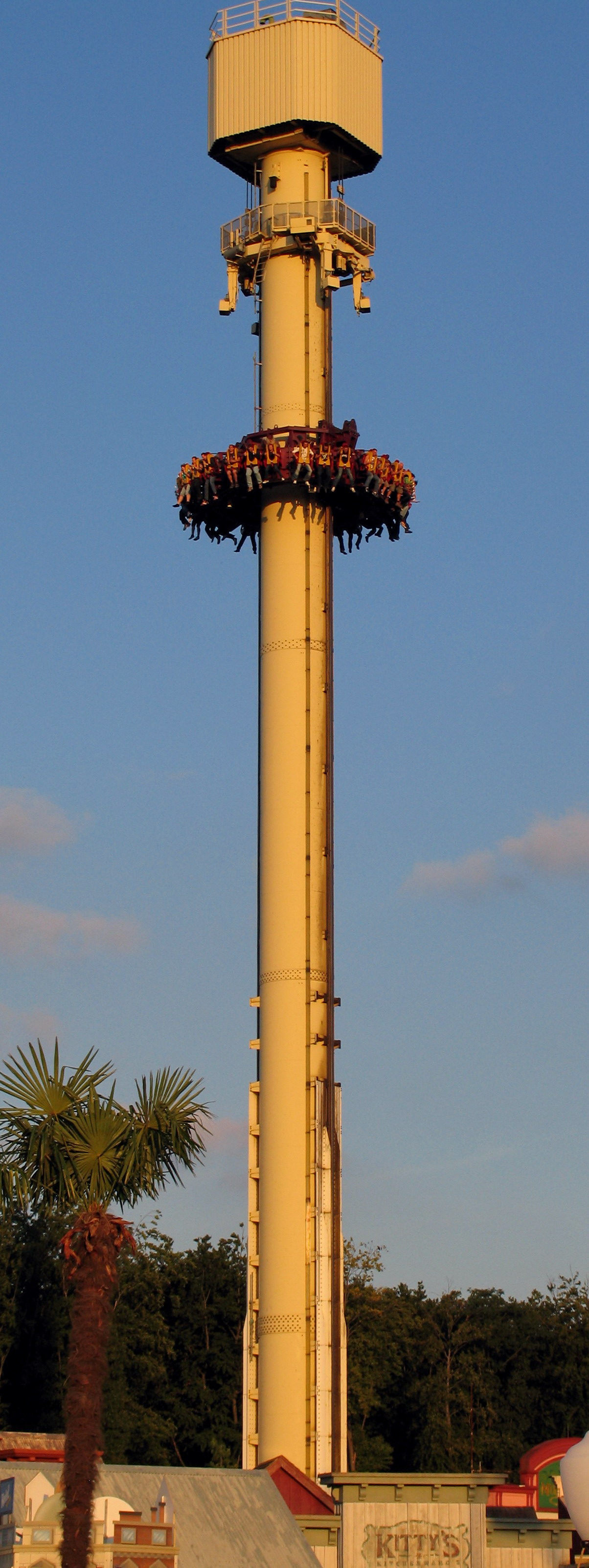
„The High Fall“ im Movie Park Germany

Ein Freifallturm (auch Freefall-Tower genannt) ist ein Fahrgeschäft in Freizeitparks und auf Volksfesten. Er besteht primär aus einem Turm, an dem sich eine Kabine mit Passagieren nach oben bewegt. Oben angelangt stürzt diese in freiem Fall zurück, bis der Fahrgastträger am Fuß des Turms von einer Bremsvorrichtung, in der Regel Wirbelstrombremsen, aufgefangen wird.
Viele dieser Türme, vor allem die auf deutschen Volksfesten, sind allerdings keine echten Freifalltürme, da die Kabine nie frei fällt, sondern immer über Stahlseile mit dem Turm verbunden bleibt. Diese Türme werden oft trotzdem „Freifallturm“ genannt, korrekt ist aber der weniger gebräuchliche Begriff Vertikalfahrt.
Einige Freifalltürme weisen die Besonderheit auf, dass vor der Auskopplung die Sitze hydraulisch nach vorne geneigt werden. Ein Beispiel dafür ist „The High Fall“ im Movie Park Germany, dessen Sitze nach der Auskopplung einen Neigungswinkel von 15 Grad aufweisen. Bei Falcon’s Fury in Busch Gardens Tampa Bay werden die Sitze vor dem Fall sogar um 90 Grad gekippt, sodass die Fahrgäste senkrecht nach unten schauen.

## Realisierungen und Varianten

### Gyro-Drop-Tower
Eine Variante des Freifallturms wird als Gyro-Drop-Tower bezeichnet. Die Fahrgastträger dieser Türme sind kreisrund und drehen sich während des Aufstiegs um den Turm. Der 1997 errichtete Scream Zone im Freizeitpark Kings Island war zum Zeitpunkt seiner Eröffnung mit einer Gesamthöhe von 91 Metern und einer Fallhöhe von 82 Metern der höchste Gyro-Drop-Tower der Welt.
Am 17. August 2018 gab der Hansa-Park bekannt, einen Gyro-Drop-Tower mit dem Namen Highlander zu bauen. Mit einer Gesamthöhe von 120 Metern, einer Fallhöhe von 103 Metern, einer Sitzneigung von 30° und einer Vertikalgeschwindigkeit von bis zu 120 km/h ist es der höchste und schnellste Gyro-Drop-Tower der Welt. Der Turm hat am 27. April 2019 eröffnet.

### Giant-Drop

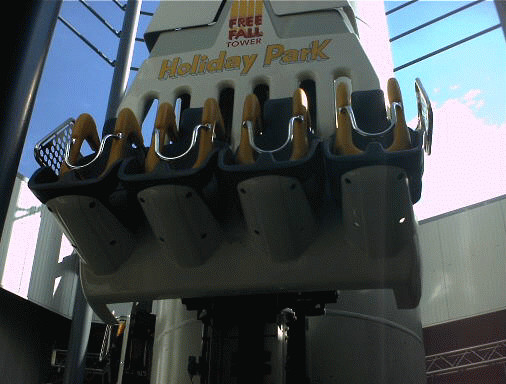
Eine Gondel des Anubis Free Fall Towers im Plopsaland Deutschland

Ein Giant Drop ist die Bezeichnung für einen häufig gebauten Typ Freifallturm des Herstellers Intamin/Ride Trade.
An den Türmen gibt es mehrere, meist vier, Fahrspuren mit unabhängig agierenden Gondeln für jeweils vier Personen. Teilweise sind an einer Anlage verschiedene Gondeltypen realisiert, so gibt es die Fahrt im Sitzen, im Stehen, mit oder ohne Boden unter den Füßen, auch kombiniert mit Kippmechanismus.
Beim Aufzug wird der Fahrgastträger durch einen Aufnehmer mitgezogen, bis zur oberen Position an der Spitze des Turmes. Dort wird er ausgeklinkt und fällt schienengeführt in eine Magnetbremsanlage. Da es sich bei diesen Spezialbremsen um ein Dauermagnetsystem handelt, ist ein Ausfall auch bei fehlender Stromversorgung technisch unmöglich.
Mit ca. 127 m Falltiefe ist der Zumanjaro: Drop of Doom genannte Freifallturm im amerikanischen Vergnügungspark Six Flags Great Adventure der höchste der Welt.

### Familienfreifallturm
Der Familienfreifallturm ist eine kleine Variante des Freifallturms. Sie richten sich mehr an Familien mit kleinen Kindern, daher sind die Türme auch nicht besonders hoch. Durchschnittlich werden die Familienfreifalltürme cr. 12 m entworfen und gebaut, bekannte Hersteller sind unter anderem Zierer Rides, SBF VISA GROUP und Antonio Zamperla.

### Mobiler Freifallturm
Der erste mobile echte Freifallturm wurde 2004 von dem österreichischen Unternehmen Rodlsberger gebaut. Nachdem das 32 m hohe Geschäft längere Zeit von der Firma Bügler betrieben wurde, steht es seit 2017 fest installiert als Tower of Fear im Freizeit-Land Geiselwind.
2013 hat der österreichische Hersteller Funtime den mit 80 m Höhe höchsten mobilen Freifallturm gebaut. Er bietet Platz für 24 Personen, wiegt circa 115 Tonnen wird in ein bis zwei Tagen ohne großen mobilen Kran aufgebaut. Der erste gebaute Turm wird vom deutschen Schausteller Michael Goetzke als „Skyfall“ betrieben und feierte am Münchner Oktoberfest 2013 Premiere.
Mit einem zweiten Turm dieser Art unter dem Namen „Mega King Tower“ reiste der Schausteller Andreas Zinnecker im Jahr 2014. Diese Anlage ist baugleich mit dem Skyfall und ebenfalls 80 Meter hoch. Statt einer Spitze verfügt der Mega King Tower am oberen Ende des Turms über eine große Dekofigur in Form eines Affen. Nach der Saison 2014 wurde das Geschäft im Spätherbst an die Grupo Garcia (Mexiko) verkauft.
Mit dem Swiss Tower reist seit Juni 2014 der Schweizer Schausteller Maier durchs Land. Es ist die dritte Auslieferung des Funtime Skyfall Freifallturmes. Seit Ende September reist der niederländische Schaustellerbetrieb Ordelman mit einem weiteren von Funtime produzierten Freifallturm unter dem Namen „Minetower“ vorwiegend in den Niederlanden. Besonderheit ist dabei, dass dieser Turm zusätzlich mit einer drehbaren Gondel ausgestattet ist und über eine geringere Kapazität verfügt.
Am 17. Juli 2015 feierte „Hangover the Tower“ von Ewald Schneider seine Premiere auf der Düsseldorfer Rheinkirmes. Der Gyro-Free-Fall ist 85 Meter hoch, hat eine sich drehende Gondel und kann während der Fahrt an mehreren Stellen gestoppt werden. Somit ist er aktuell einer der höchsten transportablen Freifalltürme der Welt.
Der bislang neuste mobile Freifallturm feierte auf der Allerheiligenkirmes in Soest im Jahr 2021 Premiere. Der „Fortress Tower“ wird vom bayrischen Schausteller Alexander Goetzke betrieben. Der Turm der Firma Funtime ist 80 Meter hoch und hat eine sich drehende Gondel. Er ist somit der dritte in Deutschland reisende Freifallturm.

## Auswahl bekannter Fahrgeschäfte
- Anubis Free Fall Tower im Plopsaland Deutschland, Modell Giant-Drop von Intamin/Ride Trade[15]
- Scream im Heide-Park in Soltau (Gyro-Drop)[16]
- Highlander im Hansa-Park in Sierksdorf (Tilting Gyro-Drop)
- The High Fall im Movie Park Germany (Floorless Tilting Gyro-Drop)
- Acrophobia in Six Flags Over Georgia, USA (Floorless Tilting Gyro-Drop)
- Space Vertigo im Gardaland Resort, Italien
- Falcon’s Fury in Busch Gardens Tampa Bay, USA
- Mega King Tower im Wiener Wurstelprater (Gyro Drop), Modell Skyfall von Funtime